# Gosper megye
Gosper megye az Amerikai Egyesült Államokban, azon belül Nebraska államban található. Megyeszékhelye és legnagyobb városa Elwood. Lakosainak száma 1893 fő (2020. április 1.). Gosper megye Dawson, Furnas, Frontier és Phelps megyékkel határos.

## Népesség
A megye népességének változása:
| Lakosok száma | 2049 | 1953 | 2030 | 1972 | 1973 | 1893 |
|               | 2010 | 2011 | 2012 | 2013 | 2015 | 2020 |